# Suessite
La suessite è un minerale descritto nel 1980 in base ad una scoperta avvenuta nel meteorite di North Haig, una urelite trovata nel 1961 nell'Australia occidentale ed approvato dall'IMA. La suessite è una soluzione solida di ferro e silicio contenente anche nichel e, in minori quantità, cobalto, cromo e fosforo. È fortemente ferromagnetica. Il nome è stato attribuito in onore del geochimico Hans E. Suess.

## Morfologia
La suessite è stata scoperta sotto forma di riempimento di piccole venature.

## Origine e giacitura
La suessite è stata trovata in una matrice carbonacea e probabilmente si è formata dal silicio e ferro liberati da reazioni di riduzione della matrice carbonacea e anche per reazione con la camacite.